# Sergio Ghiatto
Sergio Ghiatto (Venezia, 3 giugno 1928 – Venezia, 29 giugno 2012) è stato un canottiere italiano.

## Biografia
Nato a Venezia nel 1928, era tesserato per la Canottieri Bucintoro della sua città.
A 24 anni partecipò ai Giochi olimpici di Helsinki 1952, nell'otto, come timoniere, insieme ad Attorrese, Baldan, Bozzato, Dalla Puppa, Enzo, Nardin, Nuvoli e Smerghetto, arrivando terzo nei quarti di finale con il tempo di 6'17"0 dietro a Unione Sovietica, poi argento, e Ungheria (passavano il turno le prime due), ma non superando poi il primo ripescaggio, secondo in 6'15"8 dietro alla Germania, unica ad accedere al secondo ripescaggio.
Morì nel 2012, a 84 anni.